# Flabellocyclolina
Flabellocyclolina es un género de foraminífero bentónico de la familia Mayncinidae, de la superfamilia Nezzazatoidea, del suborden Nezzazatina y del orden Lituolida. Su especie tipo es Flabellocyclolina laevigata. Su rango cronoestratigráfico abarca desde el Oxfordiense (Jurásico superior) hasta el Santoniense (Cretácico superior).

## Discusión
Clasificaciones previas incluían Flabellocyclolina en la superfamilia Lituoloidea, así como en el suborden Textulariina del orden Textulariida, o en el orden Lituolida sin diferenciar el suborden Nezzazatina.

## Clasificación
Flabellocyclolina incluye a la siguiente especie:
- Flabellocyclolina laevigata †